# Крева
Кре́ва — деревня в Кимрском районе Тверской области. Входит в состав Фёдоровского сельского поселения.
Деревня расположена на левом берегу Волги в 14 км юго-западнее города Кимры, в 2 км от границы Московской области, которая здесь совпадает с городской чертой города Дубна.

## Население
| 1790 | 1887 | 1996 | 2010 |
| ---- | ---- | ---- | ---- |
| 80   | ↗452 | ↘109 | ↘65  |

## История
Деревня Крева появилась на этом месте в 1937 году в результате переселения жителей села Крева в связи с созданием Иваньковского водохранилища.
Село Крева находилось в 13 км выше по течению реки Волги. На водохранилище на месте села иногда возникает кирпичный островок, остатки стен и фундамента затопленной церкви (56°45′46″ с. ш. 37°03′41″ в. д.). До 2003 г. на этом месте при низком уровне водохранилища из воды выступал наполовину разрушенный купол церкви, который позднее был разрушен во время судоходства.
В 1678 году село у князей Василия Никитича, Бориса, Ивана, Василия и Андрея Васильевича Юсуповых. В селе церковь Пречистой Богородицы. В 1780-х годах село Крева в 16 дворов с 33 мужчинами и 47 женщинами принадлежало Клеопатре Михайловне Юсуповой и Анне Ивановне Перской. В селе была церковь Рождества Богородицы. В 1887 году село находилось в составе Ларцевской волости Корчевского уезда и состояло из двух частей: Большая Крева (46 дворов с 165 мужчинами и 187 женщинами) и Малая Крева (21 двор с 42 мужчинами и 58 женщинами). Всего было 452 жителя.
В 1996 году в деревне Крева Фёдоровского сельского округа было 49 хозяйств, 109 жителей.

## Археология
В 200 метрах от деревни Крева, на левом берегу Волги, находится древнерусское Пекуновское селище XI—XIII веков. В 100 метрах севернее селища находится Первый Пекуновский могильник. Второй Пекуновский могильник находится в лесу, юго-восточнее селища. На селище в разные годы было найдено более 30 серебряных дирхемов, изготовленных в первой половине X — середине X века.